# Amir Haddad (cantor)
Amir Haddad (em hebraico:  עמיר חדד) (Paris, 20 de junho de 1984), nascido Laurent Amir Khlifa Khedider Haddad, é um cantor e compositor franco-israelense.

## Biografia
Amir nasceu no 12.º distrito de Paris em 1984. Seu pai é de origem tunisiana e sua mãe é judia marroquina. Aos 8 anos, mudou-se com seus pais para Israel, onde estudou música e odontologia.
Em 2006, ele participou da versão israelense do programa Ídolos, sendo eliminado na quarta etapa. Após se formar na Universidade Hebraica de Jerusalém, Amir mudou-se para a França, onde iniciou uma exitosa carreira musical. 
Em 2016, ele foi escolhido como representante francês no Festival Eurovisão da Canção com o single "J'ai Cherché".

## Discografia
- 2011: Vayehi
- 2016: Au cœur de moi
- 2017: Addictions
- 2020: Ressources

### Singles
| Ano  | Single                     | Posição | Álbum                |
| Ano  | Single                     | FR      | Álbum                |
| ---- | -------------------------- | ------- | -------------------- |
| 2014 | "Candle in the Wind"       | -       | Não incluso em álbum |
| 2014 | "All of Me"                | 122     | Não incluso em álbum |
| 2015 | "Oasis"                    | 101     | Au cœur de moi       |
| 2016 | "J'ai cherché"             | 2       | Au cœur de moi       |
| 2016 | "On Dirait"                | 15      | Au cœur de moi       |
| 2017 | "Au cœur de moi"           | 111     | Au cœur de moi       |
| 2017 | "États d'Amour"            | 15      | Addictions           |
| 2018 | "Les rues de ma peine"     | 50      | Addictions           |
| 2018 | "Longtemps"                | 5       | Addictions           |
| 2019 | "5 minutes avec toi"       | 108     | Addictions           |
| 2020 | "La fête"                  | 22      | Ressources           |
| 2020 | "On verra bien"            | 83      | Ressources           |
| 2021 | "Carrousel" (feat. Indila) | -       | Ressources           |